# Campeonato Carioca 1951
In 1951 werd het 46ste Campeonato Carioca gespeeld voor voetbalclubs uit de toen nog Braziliaanse hoofdstad Rio de Janeiro. De competitie werd gespeeld van 4 augustus 1951 tot 20 januari 1952. Fluminense werd kampioen.

## Eindstand
| Plaats | Club          | Wed. | W  | G | V  | Saldo | Ptn. |
| ------ | ------------- | ---- | -- | - | -- | ----- | ---- |
| 1.     | Fluminense    | 20   | 14 | 3 | 3  | 51:22 | 31   |
| 2.     | Bangu         | 20   | 14 | 3 | 3  | 57:28 | 31   |
| 3.     | Botafogo      | 20   | 13 | 4 | 3  | 41:19 | 30   |
| 4.     | Flamengo      | 20   | 11 | 3 | 6  | 39:21 | 25   |
| 5.     | Vasco da Gama | 20   | 9  | 4 | 7  | 36:29 | 22   |
| 6.     | America       | 20   | 7  | 4 | 9  | 33:38 | 18   |
| 7.     | Olaria        | 20   | 6  | 5 | 9  | 34:44 | 17   |
| 8.     | São Cristóvão | 20   | 6  | 4 | 10 | 25:38 | 16   |
| 9.     | Bonsucesso    | 20   | 3  | 8 | 9  | 36:48 | 14   |
| 10.    | Madureira     | 20   | 3  | 6 | 11 | 24:44 | 12   |
| 11.    | Canto do Rio  | 20   | 0  | 4 | 16 | 20:65 | 4    |

|  | Finale |

## Finale
|                      |                           |       |       |                                               |
| 13 januari 1952 Heen | Fluminense                | 1 – 0 | Bangu | Maracanã, Rio de Janeiro Toeschouwers: 60.196 |
| 13 januari 1952 Heen | Orlando Pingo de Ouro 27' |       |       | Maracanã, Rio de Janeiro Toeschouwers: 60.196 |

|                       |       |                       |            |                                               |
| 13 januari 1952 Terug | Bangu | 0 – 2                 | Fluminense | Maracanã, Rio de Janeiro Toeschouwers: 78.849 |
| 13 januari 1952 Terug |       | 19', 76' Telê Santana |            | Maracanã, Rio de Janeiro Toeschouwers: 78.849 |

### Kampioen
| Campeonato Carioca de 1951      |
| Rio de Janeiro                  |
| ------------------------------- |
| FLUMINENSE Kampioen (16° titel) |

## Topschutters
| Speler            | Speler  | Goals | Club       |
| ----------------- | ------- | ----- | ---------- |
| Vlag van Brazilië | Carlyle | 23    | Fluminense |
| Vlag van Brazilië | Simões  | 20    | Bonsucesso |
| Vlag van Brazilië | Zizinho | 15    | Bangu      |
| Vlag van Brazilië | Nívio   | 15    | Bangu      |